# Michael Myers (Halloween)
Michael Myers – postać fikcyjna, znana z serii filmów Halloween.

## Biografia
Michael Myers urodził się w 1957, prawdopodobnie w Haddonfield, gdzie prowadził zwyczajne i spokojne życie u boku swoich rodziców i siostry. Nikt nie wiedział o jego chorobie psychicznej. W wieku sześciu lat, podczas obchodów święta halloween, Michael dokonał pierwszego morderstwa, pozbawiając życia siostrę Judith (w remake'u szkolnego kolegę, ojczyma, siostrę i jej chłopaka). Po tym czynie trafił do szpitala psychiatrycznego. Z powodu swojej nieuleczalnej choroby, miał go nigdy nie opuścić. Gdy Michael Myers był już dorosły (i nadal był pacjentem szpitala psychiatrycznego), uciekł z instytutu i od tej pory w białej, gładkiej masce i z nożem w ręku mordował ludzi. Swoją podróż rozpoczął od Haddonfield, rodzinnego miasta. Demony kazały mu zabić całą swoją rodzinę, a wątek polowania Michaela na swoją siostrę, Laurie Strode, stał się głównym motywem serii.
Michael Myers do dziś jest tak samo popularny, jak inni mordercy-bohaterowie filmów grozy: Freddy Krueger (Koszmar z ulicy Wiązów), Leatherface (Teksańska masakra piłą mechaniczną), Jason Voorhees (Piątek, trzynastego), Jack Torrance (Lśnienie), Norman Bates (Psychoza), Ben Willis (Koszmar minionego lata) czy Ghostface (Krzyk).

## Filmy w których pojawił się Michael Myers
- Halloween (1978, reż. John Carpenter)
- Halloween 2 (1981, reż. Rick Rosenthal)
- Halloween 4: Powrót Michaela Myersa (Halloween 4: The Return of Michael Myers, 1988, reż. Dwight H. Little)
- Halloween 5: Zemsta Michaela Myersa (Halloween 5: The Revenge of Michael Myers, 1989, reż. Dominique Othenin-Girard)
- Halloween 6: Przekleństwo Michaela Myersa (Halloween 6: The Curse of Michael Myers, 1995, reż. Joe Chappelle)
- Halloween: 20 lat później (Halloween H20, 1998, reż. Steve Miner)
- Halloween: Resurrection (Halloween: Resurrection, 2002, reż. Rick Rosenthal)
- Halloween (2007, reż. Rob Zombie)
- Halloween II (2009, reż. Rob Zombie)
- Halloween (2018, reż. David Gordon Green)
- Halloween zabija (2021, reż. David Gordon Green)
- Halloween. Finał (2022, reż. David Gordon Green)

W 1982 nakręcono horror pod tytułem Halloween 3: Sezon czarownic w reżyserii Tommy'ego Lee Wallace'a. Jest to trzecia część serii Halloween, jednak jej bohaterem nie jest Michael Myers (w filmie pojawia się jedynie w telewizyjnej reklamie pierwszej części).